# Heilig-Geist-Kloster
Heilig-Geist-Klöster sind Gründungen.

## Belarus
- Kloster Heilig Geist Witebsk

## Deutschland
- Kloster Heilig Geist (Eichstätt)
- Kloster zum Heiligen Geist in Flensburg
- Kloster Heilig Geist Landshut
- Kloster Heilig Geist Memmingen
- Kloster Heilig Geist (Neumarkt in der Oberpfalz)
- Heilgeistkloster Stralsund
- Heilig-Geist-Kloster in Wimbern
- Heilig-Geist-Kloster (Alzey)

## Frankreich
- Skit du Saint-Esprit, Département Yvelines

## Italien
- Kloster Santo Spirito di Zannone
- Kloster Santo Spirito d’Ocre
- Kloster Santo Spirito della Valle
- Kloster Santo Spirito (Palermo)

## Spanien
- Kloster Sancti Spiritus (Olmedo)

## Vereinigte Staaten
- Kloster Heilig Geist (Conyers), Georgia